# Hydraecia intermedia
Hydraecia intermedia là một loài bướm đêm trong họ Noctuidae.